# Marianne Andersson (centerpartist)
Alfhild Marianne Andersson, född 26 maj 1942 i Tumbergs församling i Älvsborgs län, är en svensk politiker (centerpartist), som var riksdagsledamot för Västra Götalands läns norra valkrets 1985–2002. Mellan 2004 och 2017 satt hon i styrelsen för Right Livelihood Award, ofta kallat det alternativa nobelpriset.

## Biografi
Marianne Andersson är dotter till Erik och Thea Andersson. Hon tog ekonomexamen i Göteborg 1981, och arbetade på Vårgårda Elkvarn 1958–1963 innan hon blev föräldraledig 1963–1970. Hon arbetade sedan på Vårgårda Kök 1970–1977, och på Leyene Såg AB 1977–1978.
Hon har varit styrelseledamot i Räddningsverket, suppleant i styrelsen för Arbetslivscentrum, ledamot i Länsskattemyndigheten, suppleant i Länsbostadsnämnd och ledamot i Centerns Kvinnoförbunds styrelse sedan 1987. Hon blev vald till ledamot i kommunstyrelsen i Vårgårda 1976–1985, och är ledamot i kommunfullmäktigen i Vårgårda sedan 1976.
1981 blev hon ombudsman för Norra Älvsborgs Centerdistrikt till och med 1985, då hon valdes till riksdagsledamot. Som riksdagsledamot har hon genom åren suttit i olika utskott och delegationer: utbildnings-, arbetsmarknads-, kultur, utrikes-, skatte-, konstitutions-, EU-nämnden, Nordiska rådets svenska delegation, krigsdelegation, riksdagens delegation till interparlamentariska unionen, samt riksrevisionens styrelse.